# Związek gmin Am Klosterwasser
Związek gmin Am Klosterwasser (niem. Verwaltungsverband Am Klosterwasser, g-łuż. Při Klóšterskej wodźe) – związek gmin w Niemczech, w kraju związkowym Saksonia, w okręgu administracyjnym Drezno, w powiecie Budziszyn. Siedziba związku znajduje się w miejscowości Panschwitz-Kuckau.
Związek gmin zrzesza pięć gmin: 
- Crostwitz
- Nebelschütz
- Panschwitz-Kuckau
- Räckelwitz
- Ralbitz-Rosenthal

## Górnołużyczanie
Am Klosterwasser jest jedynym miejscem, gdzie powszechnie używa się języka górnołużyckiego do codziennej komunikacji przez wszystkie pokolenia (w 2001 roku było 69% osób). Wynika to z faktu, że zamieszkany jest historycznie przez górnołużyckich katolików, którzy ulegli germanizacji w znacznie mniejszym stopniu niż ich protestanccy odpowiednicy.